# Max Cantor
Michael Cantor, meglio noto come Max Cantor (15 maggio 1959 – New York, 3 ottobre 1991), è stato un giornalista e attore statunitense.
Divenuto tossicodipendente morì a 32 anni per un'overdose di eroina.

## Filmografia

### Cinema
- Dirty Dancing (Balli proibiti) (Dirty Dancing), regia di Emile Ardolino (1987)
- Fear, Anxiety & Depression, regia di Todd Solondz (1989)

### Televisione
- Una detective in gamba (Leg Work) - serie TV, episodio 1x10 (1987)